# Insatiable (álbum)
Insatiable é o álbum de estreia da cantora irlandesa Nadine Coyle. Lançado em novembro de 2010, o disco foi trabalhado em música pop e R&B, com influências do clássico som da Motown Records. Estreou na 47º posição no UK e na 20º em seu país.

## Antecedentes
Após sete anos como membro da Girls Aloud, Nadine Coyle anunciou planos para lançar um álbum solo durante o hiato do grupo. Em maio de 2009, Coyle anunciou que tinha assinado um acordo de publicação com a EMI. Ela disse ao apresentador do Late Late Show, Pat Kenny: "Estou escrevendo músicas e estilos ligeiramente diferentes do Girls Aloud, então vou fazer isso, escrevendo coisas depois do Girls Aloud. [...] Eu tenho um monte de material de coisas A fazer, mas é apenas sobre o momento e sobre como acertar e obter as músicas certas para colocar para fora. " Ela se alistou Barbara Charone, que trabalhou com Madonna e Christina Aguilera, como um publicitário e Bruce Garfield como seu gerente . "Não havia nada de errado com o que tinha acontecido ou o que tinha acontecido durante anos - porque foi realmente bem sucedido", disse Nadine. "Parecia que eu tinha tomado uma rota completamente diferente, pessoalmente, na escrita e na produção e eu queria uma equipe completamente nova para que pudéssemos começar de novo." Apesar dos primeiros relatórios indicarem que três grandes gravadoras interessadas em Nadine relataram não ter conseguido um contrato de gravação solo, mesmo sendo recusadas pela gravadora Polydor Records, da Girls Aloud. Isso foi negado pelo gerente Bruce Garfield. Em abril de 2010, foi relatado que ela tinha assinado para Geffen Records. O negócio mais tarde caiu completamente.
Em agosto de 2010, Nadine assinou oficialmente um acordo com a cadeia de supermercados Tesco para distribuir exclusivamente Insatiable. "Estamos muito satisfeitos por Nadine Coyle ter concordado em confiar o primeiro álbum de sua carreira solo à Tesco. Nadine tem entregue um verdadeiro álbum com integridade musical e, acima de tudo, que a grande grande voz quente e músicas fantásticas que acreditamos que vai falar com todos os clientes da Tesco. " O álbum em si será lançado pela própria gravadora Nadine, Black Pen Records. "O modelo tradicional para vender um álbum não é a única maneira de fazer as coisas", disse Nadine. "Ser capaz de criar um álbum onde você está no controle total do seu próprio trabalho é uma oportunidade única para um artista." Nadine é dito ter recusado ofertas de vários rótulos principais, incluindo Universal Music.

## Gravação
Nadine gravou o álbum em Londres, Los Angeles, Malibu e Estocolmo. Ela trabalhou com vários compositores e produtores famosos durante as sessões de gravação, como Desmond Child, Guy Chambers, Mike Elizondo, Steve Booker, Toby Gad, Tony Kanal, e recém-chegado Ricci Riccardi. Nadine também trabalhou com Lucie Silvas, Matchbox Twenty's Kyle Cook , William Orbit e Tiesto. Nadine disse que tinha esboçado a maioria das faixas em seu apartamento em Londres, antes de levá-los para os produtores. Alguns dos vocals originais, gravados em seu quarto dianteiro, permanecem no registro terminado. Algumas músicas foram gravadas no banheiro privativo da Nadine. De acordo com uma entrevista com Booker, Coyle tinha trabalhado em idéias de canção usando GarageBand que ela então apresentou a Booker na Inglaterra para trabalhar em conjunto mais. A produtora disse: "Ela estava cantando suas músicas em loops, e então eu peguei os laços e reescrevi a música do zero para suas ideias". Ele descreveu suas canções como "muito pop". Booker também trabalhou em canções para mostrar os vocais de Nadine: "Porque ela tem uma voz tão poderosa, eu tentei um par de coisas onde ela realmente poderia fazer as notas mais altas", disse ele. A própria Nadine disse: "Nós nunca fizemos grandes e maciças notas, então foi difícil encaixar no meu estilo de escrever em um álbum do Girls Aloud". Em fevereiro de 2010, Nadine revelou que estava gravando faixas extras para ajudar a aperfeiçoar seu álbum solo, a fim de ter "muitas escolhas".

## Gêneros
De acordo com o comunicado de imprensa oficial, o álbum inclui "influências que vão desde os anos 80 até o noughties via Motown, alma elegante, baladas felizes e uma grande injeção de Tina Turneresque ''va-va-salaoom". O Daily Mirror também observou que algumas das canções são uma reminiscência de Turner. Ela também se inspirou no último álbum de Sade, Soldier of Love. Alguns títulos de músicas foram revelados: "Insaciável", coescrito com Guy Chambers, "mostra um som mais difícil, dirigido por guitarra para a cantora pop". Foi descrito como "um bombástico synthy pop morsel." "Red Light" é dito ser "um disco deslumbrante" e "Annie Lennox-go-electro-glam stomper", com um solo de 40 segundos de guitarra. "Chained" é uma canção contemporânea de R&B com "uma brilhante backline sintetizada" construída em torno de um riff sintetizado semelhante ao de Whitney Houston "My Love Is Your Love". "Natural", também coescrito com Chambers, foi chamado de "um pequeno número furtivo". "Insatiable" é "uma balada de cinco minutos de duração, que sopra a alma, que vê Nadine cantar num" falsete quase apriorístico". Duas outras canções ouvidas pela BBC incluíram um número mais direto do PNF, e uma balada secundária show que para de chave menor no estilo dos compositores da década  de 1970-como Carole King e Joni Mitchell.

## Lançamento
O álbum foi lançado em 8 de novembro de 2010. Foi vendido exclusivamente nas lojas Tesco. Ela se apresentou no G-A-Y de Londres no sábado, 30 de outubro. No dia 19 de outubro, um sampler Insatiable de cinco faixas foi lançado através do site oficial da Nadine e disponibilizado para download. O sampler inclui fragmentos de "Insatiable", "Put Your Hands Up", "Chained", "Red Light" e "My Sexy Love Affair". Ela também promoveu o álbum ao atuar em várias centenas de gerentes de varejo na anual Tesco Company Conference 2010, no ExCeL London, e em 4 de novembro de 2010. A cantora cantou a canção no Paul O'Grady Show em novembro de 2010.

## Singles
"Insatiable", faixa título do álbum, serviu como o primeiro single em seu lançamento em 1 de novembro. Após a liberação, a trilha ganhou elogios críticos pesados. Coescrito com Guy Chambers e produzido pelo recém-chegado Ricci Riccardi, a BBC disse que a música "mostra um som mais difícil, dirigido por guitarra para a cantora pop". Diz-se para ser "ótimo e com influências dos anos 80", recebendo comparações aos braceletes. Nadine disse que sabia que seria um sucesso assim que terminasse, porque era tão cativante. Ela disse: "Eu só sabia que tínhamos algo especial quando escrevemos essa música". Um clipe do single apareceu no site da Nadine em 6 de setembro. A canção recebeu sua estreia mundial oficial em In:Demand em 10 de setembro. O vídeo da música, dirigido por Wayne Isham, foi filmado em Los Angeles. O vídeo estreou em 3 de outubro. O single entrou na lista de singles do Reino Unido no número 26 vendendo 11.392 cópias. "Insatiable" entrou no top 50 da Irlanda no número 20.

## Charts
O álbum de Nadine foi exclusivamente lançado pela loja de supermercados Tesco. Ele estava disponível como um lançamento físico de CD nas lojas, ou como um download de MP3 no site da Tesco. O álbum não estava disponível no iTunes, Play, Amazon, HMV ou qualquer outro site de download de música. O álbum entrou na UK Albums Chart no número 47, vendendo 5,450 cópias na sua primeira semana. Em sua segunda semana de lançamento, o álbum caiu para o número 131 vendendo mais 1.809 cópias. O álbum estreou no número 4 no UK Independent Chart e passou duas semanas dentro do top 10. Na Irlanda, o álbum alcançou o número 20 na Official Irish Chart em sua primeira semana de lançamento lá. No gráfico indie irlandês, Insatiable atingiu o pico no número 2. A partir de novembro de 2011, Insatiable vendeu 13.000 cópias no Reino Unido.

## Recepção da crítica
| Críticas profissionais | Críticas profissionais |
| Avaliações da crítica  | Avaliações da crítica  |
| Fonte                  | Avaliação              |
| ---------------------- | ---------------------- |
| BBC Music              | (positive)             |
| Daily Express          | 2 de 5 estrelas.       |
| The Daily Telegraph    | 2 de 5 estrelas.       |
| The Guardian           | 3 de 5 estrelas.       |
| The Irish Times        | 3 de 5 estrelas.       |
| Metro                  | 1 de 5 estrelas.       |
| NME                    | (6/10)                 |
| The Scotsman           | [ 6 ]                  |
| Yahoo! Music           | (6/10)                 |

O álbum recebeu geralmente uma mistura a críticas desfavoráveis de críticos de música. Agregando o site AnyDecentMusic? deu uma avaliação de 5.6 com base em oito avaliações. Fraser McAlpine, da BBC Music, sentiu que "tende a deslizar através de uma linha tênue entre Heartfelt e A Bit Dim [...] de forma bastante perturbadora", mas percebeu que suas "peculiaridades e idiossincrasias estão envolvidas Up em imaculadamente produzidos, música pop, amassadeiras por especialistas "e chamou-o" animado e agradável em muitas maneiras ". Tony Clayton-Lea de The Irish Times escreveu que "não é nada que ouvimos antes, mas como femme-pop vai, é uma voz poderosa". Caroline Sullivan, de The Guardian, chamou-o de "recorde cheio de gancho" de "pop suntuoso e melodias Motownish", mas sentiu que "não faz mais a voz de Coyle" e concluiu afirmando que "ela precisa mergulhar corretamente se ela vai ser uma estrela solo viável". Sam Wolfson da NME sentiu que o álbum soa "anacrônico", mas elogiou a ausência de Auto-Tune, dizendo que "é uma agradável lembrança de que a homogeneidade pop não é obrigatória e a maioria das canções está bem sem um slot convidado de FloRida e um enorme gota a cada nove segundos ". James Berry, da Yahoo!Music, notou que o "orçamento de Coyle não se estendia até a produção de ponta", mas acabou descrevendo o álbum como "um consistente, estrondoso e razoavelmente no registro pop do botão". Charlotte Heathcote do Daily Express escreveu que Insatiable "tem sua própria [...], não tem a individualidade de se destacar em um mercado saturado com pop produzido caro".
Lucy Jones, do The Daily Telegraph, deu ao álbum uma revisão mista, dizendo que "uma vez que você varre a brilhante produção de William Orbit e a imagem hiper estilizada da princesa pop do Derry, há poucas músicas excelentes aqui para deixar o ouvinte satisfeito". Ian Gittins, da Virgin Media, escreveu que Coyle "não usa sua arma mais mortífera - sua voz - para produzir efeitos neste álbum proficiente, mas um pouco livre de personalidade, preferindo chiar suavemente sobre cortes genéricos pop / R & B". Arwa Haider, da Metro, deu a Insatiable uma crítica mordaz, dizendo que Coyle "não tem os principais atributos da diva pop: calor, empatia, vulnerabilidade" e que ela é "sem paixão em todo um álbum que se esforça para exibir sua versatilidade". O escocês foi igualmente negativo, descrevendo o álbum como "pop homogeneizado a partir de uma variedade de provados fornecedores populares, nenhum dos quais melhorar a sua reputação esbelta" e chamando-o de "um ponto baixo da carreira artística".

## Faixas do álbum
| N.º | Título                           | Compositor(es)                                                     | Produtor(es)   | Duração |  |
| 1.  | "Runnin'"                        | Coyle, Julian Bunetta, Ruth-Anne Cunningham                        | Bunetta        | 4:05    |  |
| 2.  | "Put Your Hands Up"              | Coyle, Arnthor Birgisson                                           | Birgisson      | 3:45    |  |
| 3.  | "Chained"                        | Coyle, Ricci Riccardi, Gareth Owen                                 | Riccardi       | 3:59    |  |
| 4.  | "Insatiable"                     | Coyle, Guy Chambers                                                | Riccardi       | 3:07    |  |
| 5.  | "Red Light"                      | Coyle, Steve Booker, Riccardi, Owen                                | Riccardi       | 4:11    |  |
| 6.  | "My Sexy Love Affair"            | Coyle, Toby Gad                                                    | Gad            | 4:06    |  |
| 7.  | "Lullaby"                        | Coyle, Alex Cantrell, Louis Bell                                   | Cantrell, Bell | 3:13    |  |
| 8.  | "You Are the One"                | Coyle, Gad                                                         | Gad            | 4:06    |  |
| 9.  | "Natural"                        | Coyle, Guy Chambers                                                | Chambers       | 3:36    |  |
| 10. | "Raw"                            | Coyle, Guy Chambers                                                | Riccardi       | 3:44    |  |
| 11. | "Rumors"                         | Coyle, Alex James, Quiz & Larossi, Andreas Romdhane, Josef Larossi | Quiz & Larossi | 3:52    |  |
| 12. | "Unbroken"                       | Coyle, Booker                                                      | William Orbit  | 5:04    |  |
| 13. | "I'll Make a Man Out Of You Yet" | Coyle                                                              | Riccardi       | 4:16    |  |

## Paradas
| Paradas (2010)        | Posição |
| --------------------- | ------- |
| Irish Albums Chart    | 20      |
| Scottish Albums Chart | 51      |
| Irish Indie Albums    | 2       |
| UK Albums Charts      | 47      |
| UK Independent Charts | 4       |